# Calliteara abietis
Calliteara abietis là một loài bướm đêm thuộc họ Erebidae. Nó được tìm thấy ở miền bắc và central châu Âu, through Nga to Nhật Bản.
Sải cánh dài 35–52 mm.
Ấu trùng ăn Picea abies, Larix sibirica và Juniperus communis.

## Phân loài
- Calliteara abietis abietis
- Calliteara abietis argentata (Japan,…)